# Епархия Салема
Епархия Салема (лат. Dioecesis Salemensis) — епархия Римско-Католической церкви c центром в городе Салем, Индия. Епархия Салема входит в митрополию Пудучерри и Куддалора. Кафедральным собором епархии Салема является церковь Младенца Иисуса.

## История
26 мая 1930 года Римский папа Пий XI выпустил буллу Ad maius religionis, которой учредил епархию Салема, выделив её из архиепархии Пондичерри (сегодня — Архиепархия Пудучерри и Куддалора), епархий Кумбаконама и Майсура.
24 января 1997 года епархия Салема передала часть своей территории для возведения новой епархии Дхармапури.

## Ординарии епархии
- епископ Henri-Aimé-Anatole Prunier (26.05.1930 — 20.11.1947);
- епископ Venmani S. Selvanather (3.03.1949 — 17.03.1973) — назначен архиепископом Пудучерри и Куддалора;
- епископ Michael Bosco Duraisamy (28.02.1974 — 9.06.1999);
- епископ Sebastianappan Singaroyan (5.07.2000 — по настоящее время).

## Источник
- Annuario Pontificio, Ватикан, 2007